# Haus Loibltal 1

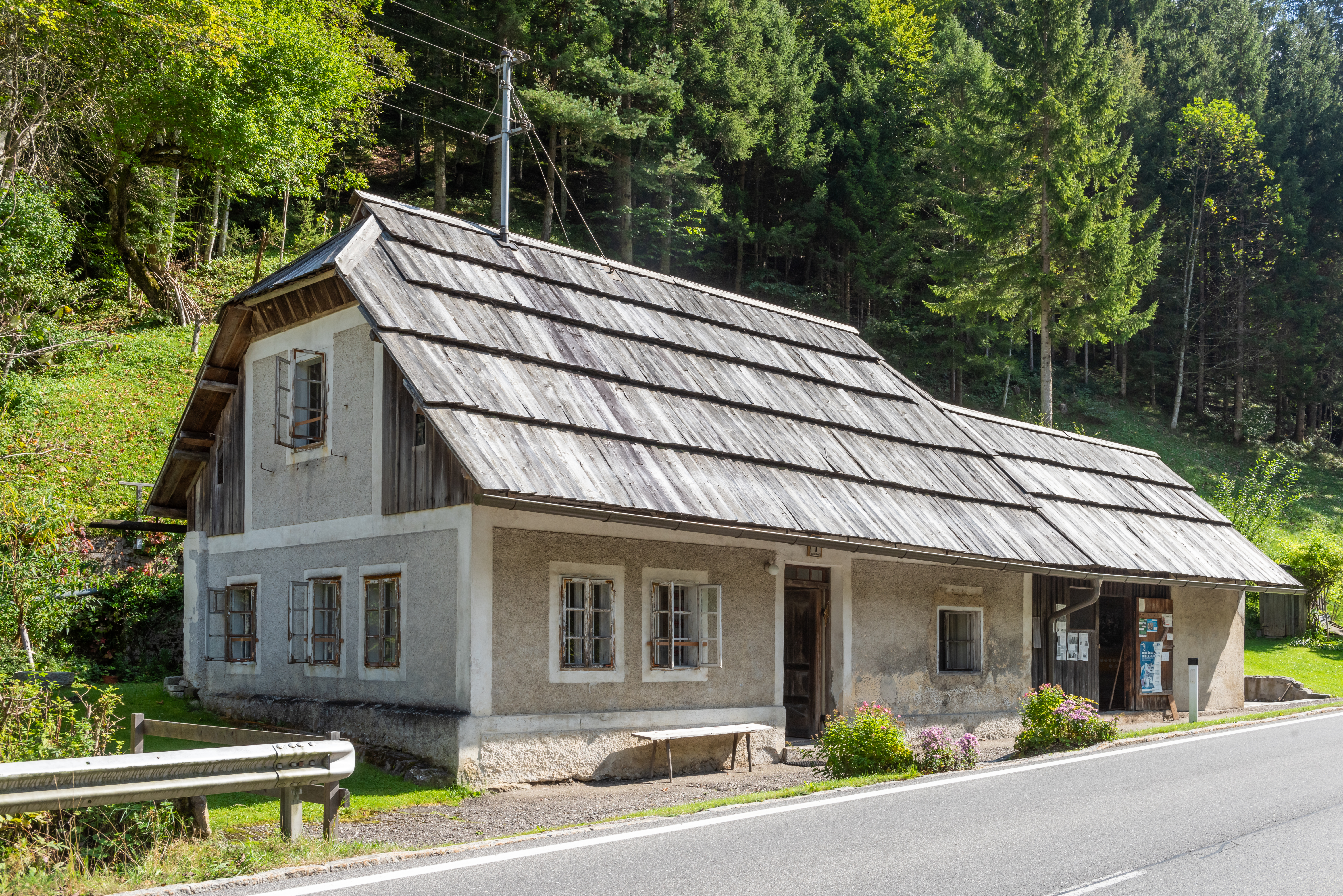
Haus 1 an der Loiblstraße

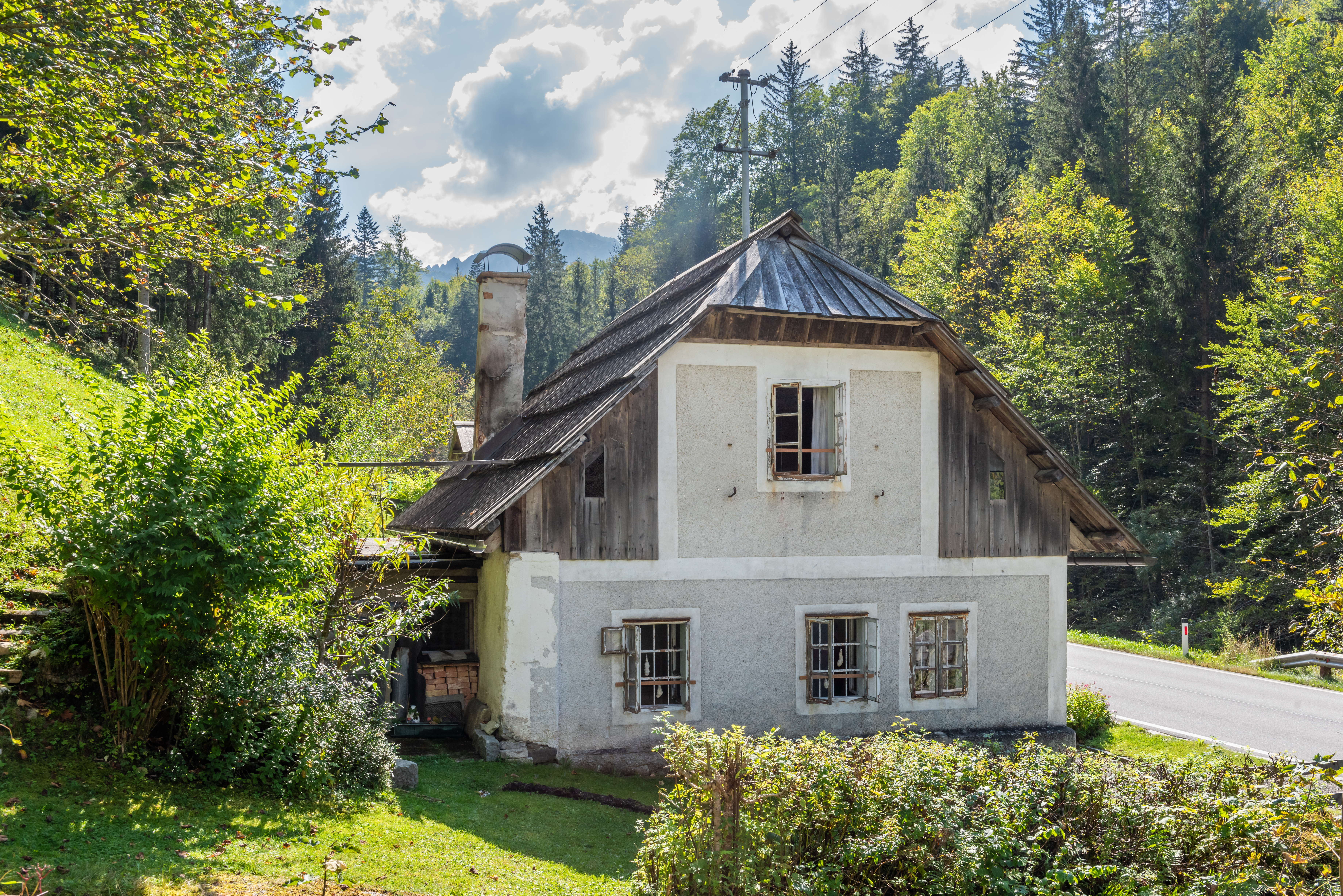
Giebelfront

Das Haus Loibltal 1 steht an der Loiblstraße in der Stadtgemeinde Ferlach im Bezirk Klagenfurt-Land in Kärnten.

## Geschichte
Das Haus Brodi 1 bzw. Haus Loibltal 1 an der Loiblstraße wurde 1896 vom k.u.k. Straßeneinräumer Miha Kohlnprat und seiner Frau Neža erbaut. Das Haus wurde ab 1983 nicht mehr bewohnt. Seit 2015 wird das Haus künstlerisch und kulturell genutzt. Schautafeln einer Dauerausstellung erinnern an die Zeitgeschichte rund um die Grenze am Loiblpass.

## Architektur
Die Zimmer und die Schwarze Küche sind im ursprünglichen baulichen Zustand. Die Deckendielen der Holzhütte stammen von Baracken des sogenannten KZ Loibl Nord, das 1943–1945 als Außenlager des KZ Mauthausen am Loibl betrieben wurde.